# Талсі (замок)
Тальсі (фр. Château de Talcy) — середньовічний замок у Франції, в долині Луари на лівому березі річки, в центрі маленького селища Бос.
Замок побудований в 1517 р. флорентійським банкіром Бернардо Сальвіаті, придворним короля  Франциска I. Невеликий за розмірами замок — триповерховий корпус з аркою і шестигранна вежа. У його залах збереглися меблі XVIII століття, навколо замку розбитий сад. Входить до списку обраних замків Луари.

## Ресурси Інтернету
- Вікісховище має мультимедійні дані за темою: Талсі (замок)
- http://talcy.monuments-nationaux.fr [Архівовано 6 березня 2016 у Wayback Machine.]